# St Martha (Surrey)
St Martha est une paroisse civile du Surrey, en Angleterre.